# كله من أجل الحب (مسرحية)
كلّه من أجل الحب هي مسرحية درامية من تأليف جون درايدن عام 1677. والتي تعد الآن أشهر مسرحياته وأكثرها أداءً وهي عبارة عن مأساة مكتوبة بهيئة الشعر ومحاولة من جانب درايدن لتنشيط الدراما الجادة وقد التزم درايدن في كتابتها بوحدة الزمان والمكان والحدث على عكس مسرحية أنطونيو وكليوبترا التي شاع أن درايدن استوحى القصة منها مع فارق أن درايدن ركز على نهاية البطل والبطلة.

## خلفية المسرحية
على الرغم من أن الكاتب يتعامل ظاهريًا مع نفس موضوع أنطونيو وكليوباترا لشكسبير، إلا أن درايدن جعل العمل مقتصراً على الإسكندرية وركز على نهاية علاقتهما المنكوبة. ظهرت المسرحية لأول مرة في عام 1677، وتم إحياؤها في عام 1704 وعرضت 123 مرة بين عامي 1700-1800، لتصبح النسخة المفضلة للقصة ؛ لم تظهر مسرحية شكسبير مرة أخرى على مسرح لندن حتى عام 1813.
تم إنتاج النسخة الأصلية الخاصة بعام 1677 من قبل شركة King's Company من بطولة تشارلز هارت في دور مارك أنتوني وإليزابيث بوتيل في دور كليوباترا، مع مايكل موهون في دور فينتيديوس وكاثرين كوري في دور أوكتافيا. تم إحياء المسرحية في لينكولن إن فيلدز في فبراير 1704، مع بيترتون في دور أنتوني، والسيدة باري في دور كليوباترا، ويلكس في دور دولابيلا، والسيدة برايسجيردل في دور أوكتافيا. في دروري لين في ديسمبر 1718، مع بوث في دور أنتوني، والسيدة أولدفيلد في دور كليوباترا، والسيدة بورتر في دور أوكتافيا.

## ملخص المسرحية

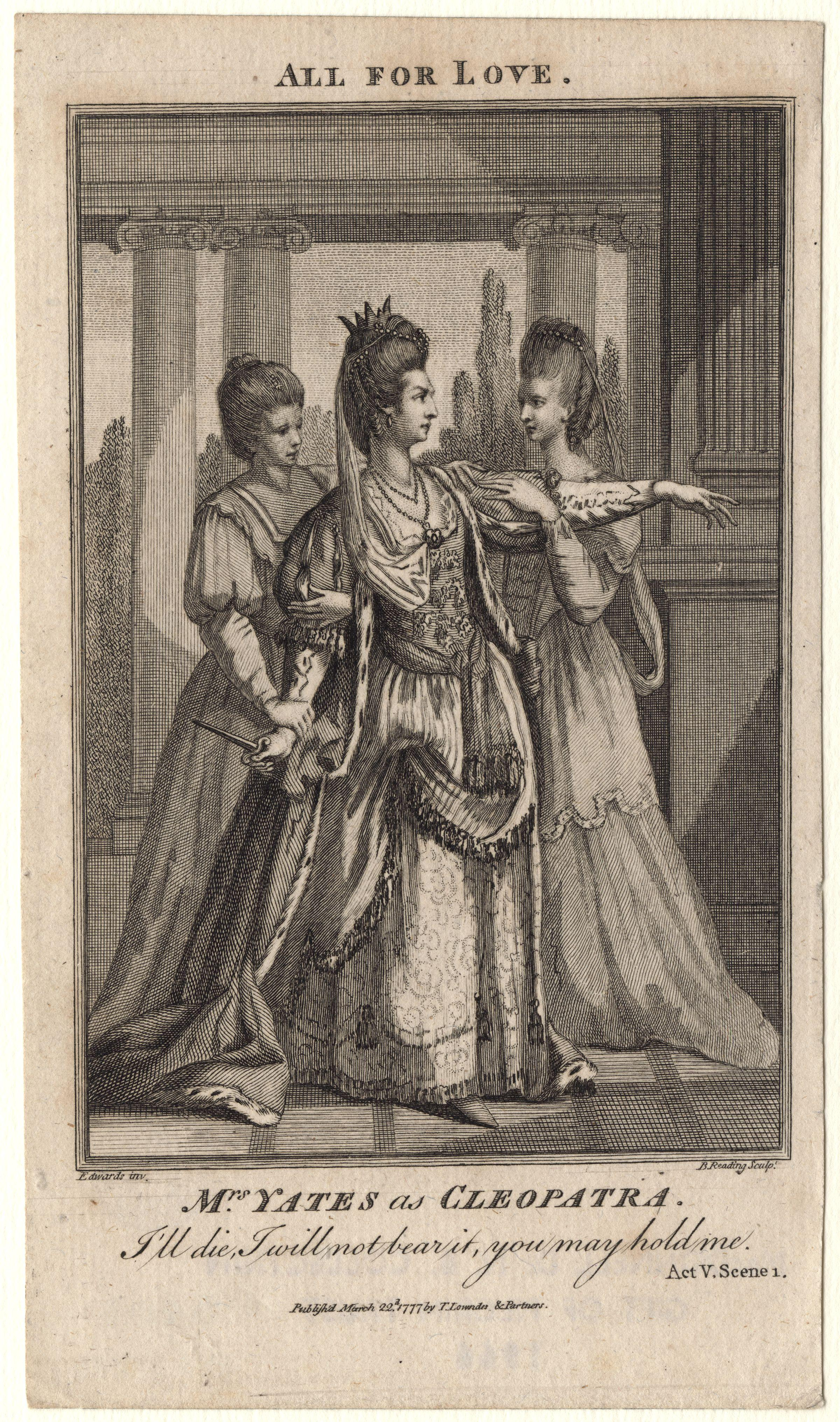
ماري آن ييتس بدور كليوباترا في مسرحية درايدن "كل شيء من أجل الحب" للكاتب إدوارد إدواردز

### الفصل الأول
يصف سرابيون البشائر المنذرة من العواصف والزوابع وفيضان نيل مصر الوشيك، اليكساس، خصي كليوباترا، يرفض ادعاءات سيرابيون ويهتم أكثر بعلاقة كليوباترا بأنطونيو. إنه يرى أن كليوباترا تحب أنطوني ويخشى ألا يستمر أنطوني في رؤية كليوباترا. وهكذا، يستضيف سيرابيون مهرجانًا للاحتفال بتكريم أنطوني.
يأتي الجنرال روماني فينتيديوس إلى مساعد أنطونيوس في الإسكندرية. لا يتفق فينتيديوس مع علاقة أنطوني مع كليوباترا ويعرض على أنطونيوس تزويده بالقوات إذا تركها. وعلى الرغم من شعورأنتوني بالإهانة من آراء فينتيديوس بشأن كليوباترا ورفضه سماع أي شيء سلبي عنها،إلا أنه يوافق على العرض.

### الفصل الثاني
تحزن كليوباترا على وضعها بدون أنتوني. تحاول شارميون، سيدة كليوباترا المنتظرة، ترتيب لقاء بين كليوباترا وأنطوني، لكنها لا تنجح. وهكذا ترسل كليوباترا أليكساس لمحاولة استعادة أنتوني مرة أخرى باستخدام الهدايا (المجوهرات بما في ذلك السوار). يقترح أليكساس أن كليوباترا يجب أن تربط السوار بمعصم أنطوني. في الاجتماع اللاحق بين كليوباترا وأنطوني، يظهر فينتيديوس ويحاول أن يعلن كيف أن كليوباترا ليست الشريك الشرعي لأنطوني وستخونه من أجل سلامتها. ومع ذلك، فازت كليوباترا بهذه الحجة من خلال إظهار رسالة تظهر أنها رفضت مصر وسوريا من أوكتافيوس. يشعر أنطوني بسعادة غامرة بقرار كليوباترا ويعلن حبه لها.

### الفصل الثالث
يعود أنتوني من المعركة ويغمره حب كليوباترا. يأتي فينتيديوس للتحدث مع أنطوني، الذي يحاول الفرار دون جدوى. أنتوني لا يريد العودة إلى الحرب لكنه لا يعرف كيف يوقفها. إنه يعتقد أن دولابيلا يمكن أن يساعده. يظهر دولابيلا، صديق أنطوني، بعد نجاح أنطوني في المعركة. تم نفي دولابيلا بسبب حبه لكليوباترا، لكنه عاد وبترحيب حار من أنطوني. تقدم دولابيلا هدية تجلب السلام بين أنتوني وقيصر. الهدية هي أوكتافيا، زوجة أنطوني الحقيقية وأخت قيصر، وابنتا أنطوني. يخبر أوكتافيا أنتوني أن الحرب ستتوقف عندما يعود إلى مكانه الصحيح إلى جانبها.يتم لم شمل أنطوني وأوكتافيا، وتُرفض محاولات أليكساس للتدخل من أجل كليوباترا. يبدو أن كليوباترا على علم بهزيمتها. يخبرها اليكساس بتجنب اوكتافيا لكن كليوباترا اختارت مواجهتها كمنافس. هناك جدال بين كليوباترا وأوكتافيا، ويبدو واضحًا أن أوكتافيا هي التي ينتمي إليها أنطوني بحق، حتى لو لم تكن هي التي يحبها أكثر.

### الفصل الرابع
اقنعت أوكتافيا أنتوني بأن مكانه الصحيح هو إلى جانبها، في روما، مع أطفاله. يخطط أنطوني للمغادرة ولكنه لا يملك القوة الكافية لإخبار كليوباترا بنفسه. يطلب أنطوني من دولابيلا إخبار كليوباترا بأنه سيغادر حتى لا تقنعه بالبقاء. سمع فينتيديوس أن دولابيلا ستذهب إلى كليوباترا لتوديعها. كما يراها تضع خطة مع اليكساس لإلهام الغيرة في أنطوني عن طريق دولابيلا. يرى فينتيديوس وأوكتافيا أن دولابيلا يأخذ يد كليوباترا، ولكن عندما يحين الوقت للقيام بخطوة عاطفية، كلاهما ينفصلان بسبب ذنب خيانتهما. يخبر فينتيديوس أنتوني أن كليوباترا ودولابيلا أصبحا عشاق وأن أوكتافيا تشهد أيضًا. ثم طلب فينتيديوس من اليكساس أن يشهد لنفس القصة، والتي يعتقد اليكساس أنها كذلك. يغضب أنطوني من هذه المعلومات، لكنه لا يزال يبحث عن ثغرة من شأنها أن تؤكد براءة كليوباترا. يؤذي إيمان أنطوني ببراءة كليوباترا أوكتافيا وتغادر بشكل دائم. عندما يحاول دولابيلا وكليوباترا شرح أنفسهم، يرفض أنطوني تصديقهم.

### الفصل الخامس
أنتوني يأخذ أسطول كليوباترا البحري ويهاجم قيصر. الأسطول الذي يقوده يخونه بينما يستقبل جنوده خصومهم مثل الأصدقاء القدامى. معا يتجهون لمهاجمة الإسكندرية. عندما تسمع كليوباترا عن هذا يطلب اليكساس منها الفرار وأنه سيحاول أن يصلح الأمور مع قيصر. أخبرته كليوباترا أن هذا سيجعله خائنًا وأنه لا يستطيع الذهاب إلى قيصر. تهرب كليوباترا وتترك أليكساس وراءها. يلتقي أنتوني وفينتيديوس ويستعدان للقتال. أليكساس، من أجل إنقاذ حياته، اختلق كذبة، قائلاً لأنتوني أن كليوباترا ماتت. ثم يأمر أنطونيوس فينتيديوس بإنهاء حياته، لكن فينتيديوس يرفض ويقتل نفسه. مع وفاة فينتيديوس، يحاول أنتوني الانتحار ثم يفشل في ذلك. ثم تأتي كليوباترا وترى أنتوني، لا يزال على قيد الحياة، ولكن على وشك الموت. أنتوني يموت. ثم تقتل كليوباترا نفسها. يوصل سيرابيون تأبينهم بينما تنتظر الشخصيات المتبقية ظهور القيصر أوغسطس.